# 三氟氧磷
三氟氧磷，又称磷酰氟，是一种有毒气体，其化學式為POF3。

## 反应
三氟氧磷与二甲胺反应生成二甲氨基磷酰氟(CH3)2NPOF2、二氟磷酸盐和六氟磷酸盐。